# 影法師 (堀内孝雄の曲)
『影法師』（かげぼうし）は 、1993年4月25日に堀内孝雄が発表したシングルである。

## 概要
松平健が1980年にリリースした「夜明けまで」（ドラマ「走れ!熱血刑事」エンディングテーマ。作詞は山川啓介）が原曲。
1993年の第24 回『日本歌謡大賞』で大賞を受賞。日本歌謡大賞は翌年以降廃止されたため、結果的に同曲が最後の大賞受賞曲となった。
累計売上は80万枚。
同曲のヒットにより、第44回NHK紅白歌合戦に6年連続で出場した。
テレビ朝日「はぐれ刑事純情派」主題歌。
2009年10月28日に、カップリング曲を「カラスの女房 (ニューバージョン)」に変更したシングルがRice Musicから発売された。

## 逸話
「はぐれ刑事純情派」のエンディング曲を依頼された当初、堀内はかねてより気に入っていた「夜明けまで」のメロディーを使いたいとディレクターに掛け合った所、歌詞とタイトルを変えることを条件に承諾を得た。そこで新たな歌詞を原曲の山川啓介に依頼したが断られ堀内と近年タッグを組んでいた荒木とよひさに頼んではどうかとアドバイスされた経緯がある。

## 収録曲
1993年・97年・98年盤
- 全作詞:荒木とよひさ／作曲:堀内孝雄

1. 影法師
編曲:川村栄二
2. 都会の天使たち (ソロ・ヴァージョン)
編曲:今泉敏郎
3. 影法師 (オリジナル・カラオケ)
4. 都会の天使たち (オリジナル・カラオケ)

2009年盤
1. 影法師
2. カラスの女房 (ニューバージョン)
3. 影法師 (オリジナル・カラオケ)
4. カラスの女房 (オリジナル・カラオケ)

## カバー
- 藤田まこと（2004年、アルバム『はぐれ刑事純情派 主題歌セレクション』[3]収録）